# Bartosz Salamon
Bartosz Salamon (prononcer /ˈbartɔʂ saˈlamɔn/), né le 1er mai 1991 à Poznań, est un footballeur international polonais qui évolue au poste de défenseur voire de milieu de terrain au Lech Poznań.

## Biographie

### En club

#### Attire les recruteurs sans jouer en première division
Bartosz Salamon est formé à Murowana Goślina, située à vingt kilomètres de sa ville natale, Poznań. En 2005, alors qu'il a quatorze ans, il est repéré par le Lech Poznań, qui lui fait intégrer l'équipe junior. Pendant un an et demi, il enchaîne les matches et est appelé par les observateurs de la fédération polonaise qui le placent dans l’équipe nationale des moins de seize ans. C'est à ce moment que les clubs européens commencent à venir observer le jeune joueur, qui vient tout juste de devenir réserviste chez les Kolejorz. Salamon prend part à des rencontres de troisième division, qui attirent notamment les recruteurs du Real Madrid, de la Juventus et du Brescia Calcio. Pour ses seize ans, il reçoit une offre concrète de Brescia, pensionnaire de deuxième division italienne, par l'intermédiaire de son recruteur Leonardo Mantovani, alors qu'il participe à un tournoi au Portugal avec la Pologne. Malgré les réticences de ses formateurs, il est convaincu par la proposition du « découvreur de talents » (qui a « à son actif » le Brésilien Kaká ou encore Lassana Diarra) et fait ses valises, dans le but de faire oublier l'ancien biancoazzurri Marek Hamšík, parti à Naples. Quelques jours plus tard, il reçoit une offre de la Juve, mais s'est déjà engagé pour quatre ans avec Brescia.

#### Ses débuts à Brescia
En août 2007, il intègre la primavera de Brescia, où se côtoient les joueurs ayant moins de vingt ans et qui est engagée dans le même groupe que celui des deux gros clubs milanais. Après avoir disputé huit matches et inscrit un but, l'entraîneur du club lombard le prend pour les entraînements de l'équipe professionnelle, puis l'inscrit sur les feuilles de matches. Après avoir assisté du banc à plusieurs matches de Serie B, il y fait ses débuts en fin de saison contre Modène, deux jours après avoir fêté ses dix-sept ans, le 3 mai 2008. Il remplace le pisani Riccardo Taddei à la soixante-dix-septième minute. Dès la fin de ce match, les avis sont unanimes, les spécialistes italiens l'appelant déjà la « nuova perla de Serie B ». Madrid revient alors à la charge, et fait même une offre au club italien pour s'attacher les services du Polonais. Mais il refuse, préférant réussir dans un premier temps avec son équipe. La saison suivante se profile comme la précédente, Salamon étant mis à disposition de la primavera puis de l'équipe principale. À l'hiver 2009, il effectue un essai avec West Ham et recueille les suffrages du coach Gianfranco Zola, qui le compare à Michael Carrick. Le 17 janvier 2009, de retour en Italie, il est pour la première fois titulaire avec son club et dispute l'intégralité du match l'opposant au Pise Calcio (victoire quatre à zéro). Il est alors le plus jeune joueur sur le terrain, et est observé par les recruteurs du Napoli,. Un peu plus utilisé par le nouvel entraîneur Nedo Sonetti, Salamon termine une nouvelle fois la saison aux pieds de la Serie A, échouant lors des barrages contre Livourne.
Le 9 août 2009, alors qu'il entame sa troisième saison avec Brescia, il qualifie son équipe pour le troisième tour de Coupe d'Italie en marquant le seul but du match à la soixante-douzième minute de jeu face à Ravenne. Mais il ne joue pas beaucoup le reste de la saison et passe très souvent au second plan pour son entraîneur Giuseppe Iachini.

#### Son prêt à l'US Foggia
En juillet 2010, Salamon est prêté une saison à l'US Foggia, club de troisième division. Le 14 août, il fait ses débuts en Coupe d'Italie contre L'Aquila Calcio. Le 22, il joue son premier match en championnat contre Cavese. Entraîné par Zdeněk Zeman, réputé pour être très porté sur le football offensif, Salamon s'épanouit pleinement et devient le chef de file de son équipe, qui obtient la sixième place en championnat.

#### S'impose au Brescia Calcio
Dès le début de la saison 2011-2012, Salamon réussit à gagner sa place de titulaire à Brescia, au poste de défenseur central. En septembre, plusieurs grands clubs italiens déclarent être intéressés par un transfert, et même Pep Guardiola (qui a joué à Brescia) du FC Barcelone évoque le sujet. En début de mois, le Polonais fait ses débuts avec la sélection espoir contre l'Albanie, lors des éliminatoires de l'Euro 2013.

#### Rejoint l'AC Milan, puis la Sampdoria
Le 19 janvier 2013, plusieurs sources indiquent que l'AC Milan aurait acquis 50 % des droits de contrat de Bartosz Salamon, qui est censé rejoindre le club en juin 2013. Finalement, le jour de la fin du marché des transferts hivernaux, Milan annonce avoir fait signer au Polonais un contrat portant jusqu'en juin 2017, et valable immédiatement. L'indemnité de transfert est estimée à trois millions et demi d'euros.
Cependant, le jeune joueur n'a pas l'occasion de se signaler avec l'équipe première milanaise.
En juillet 2013, il est cédé selon un accord de copropriété à la Sampdoria.
Lors de sa première saison à Gènes, Salamon ne joue que deux matchs en championnat et un autre en Coupe d'Italie.

#### Se relance en deuxième division
Pas utilisé par son entraîneur à la Sampdoria, le Polonais est prêté en septembre 2014 au club de Pescara, en deuxième division italienne. Il s'y relance en disputant trente-sept matchs toutes compétitions confondues.
En août 2015, il est libéré par le club génois et s'engage avec celui de Cagliari, toujours en Serie B. Il y est titulaire en défense, joue une nouvelle fois plus d'une trentaine de matchs et remporte même le titre de champion de deuxième division.

#### Départ pour SPAL
En août 2017, Bartosz Salamon est prêté avec option d'achat en faveur de SPAL Ferrara.

### En équipe nationale
Le 30 mai 2016 Salamon est  nommé par Adam Nawałka et fait partie de la liste des 23 joueurs polonais sélectionnés pour disputer l'Euro 2016.
Le 8 juin 2024, il figure dans la liste des 26 joueurs polonais retenus par Michał Probierz pour participer à l'Euro 2024.

## Statistiques
| Saison                | Club                   | Championnat           | Championnat | Championnat | Coupe(s) nationale(s) | Coupe(s) nationale(s) | Compétition(s) continentale(s) | Compétition(s) continentale(s) | Compétition(s) continentale(s) | Pologne | Pologne | Total | Total |
| Saison                | Club                   | Division              | M.          | B.          | M.                    | B.                    | Comp.                          | M.                             | B.                             | M.      | B.      | M.    | B.    |
| 2007-2008             | Brescia Calcio         | Serie B               | 1           | 0           | -                     | -                     | -                              | -                              | -                              | -       | -       | 1     | 0     |
| 2008-2009             | Brescia Calcio         | Serie B               | 11          | 0           | -                     | -                     | -                              | -                              | -                              | -       | -       | 11    | 0     |
| 2009-2010             | Brescia Calcio         | Serie B               | 4           | 0           | 2                     | 1                     | -                              | -                              | -                              | -       | -       | 6     | 1     |
| Sous-total            | Sous-total             | Sous-total            | 16          | 0           | 2                     | 1                     | -                              | -                              | -                              | -       | -       | 18    | 1     |
| 2010-2011             | US Foggia (prêt)       | Lega Pro              | 27          | 2           | 5                     | 0                     | -                              | -                              | -                              | -       | -       | 32    | 2     |
| Sous-total            | Sous-total             | Sous-total            | 27          | 2           | 5                     | 0                     | -                              | -                              | -                              | -       | -       | 32    | 2     |
| 2011-2012             | Brescia Calcio         | Serie B               | 25          | 1           | -                     | -                     | -                              | -                              | -                              | -       | -       | 25    | 1     |
| 2012-2013             | Brescia Calcio         | Serie B               | 21          | 3           | 1                     | 0                     | -                              | -                              | -                              | -       | -       | 22    | 3     |
| Sous-total            | Sous-total             | Sous-total            | 46          | 4           | 1                     | 0                     | -                              | -                              | -                              | -       | -       | 47    | 4     |
| 2012-2013             | AC Milan               | Serie A               | -           | -           | -                     | -                     | C1                             | -                              | -                              | 3       | 0       | 3     | 0     |
| Sous-total            | Sous-total             | Sous-total            | -           | -           | -                     | -                     | -                              | -                              | -                              | 3       | 0       | 3     | 0     |
| 2013-2014             | Sampdoria Gênes        | Serie A               | 2           | 0           | 1                     | 0                     | -                              | -                              | -                              | 2       | 0       | 5     | 0     |
| 2014-2015             | Sampdoria Gênes        | Serie A               | -           | -           | 1                     | 0                     | -                              | -                              | -                              | -       | -       | 1     | 0     |
| Sous-total            | Sous-total             | Sous-total            | 2           | 0           | 2                     | 0                     | -                              | -                              | -                              | 2       | 0       | 6     | 0     |
| 2014-2015             | Delfino Pescara (prêt) | Serie B               | 31          | 1           | 6                     | 0                     | -                              | -                              | -                              | -       | -       | 37    | 1     |
| Sous-total            | Sous-total             | Sous-total            | 31          | 1           | 6                     | 0                     | -                              | -                              | -                              | -       | -       | 37    | 1     |
| 2015-2016             | Cagliari Calcio        | Serie B               | 33          | 2           | 1                     | 0                     | -                              | -                              | -                              | 3       | 0       | 37    | 2     |
| Sous-total            | Sous-total             | Sous-total            | 33          | 2           | 1                     | 0                     | -                              | -                              | -                              | 3       | 0       | 37    | 2     |
| Total sur la carrière | Total sur la carrière  | Total sur la carrière | 155         | 9           | 17                    | 1                     | -                              | -                              | -                              | 8       | 0       | 180   | 10    |

1. ↑  Jusqu'en janvier 2013.
2. ↑  Jusqu'en septembre 2014.

## Palmarès
Cagliari Calcio
- Championnat d'Italie de deuxième division (1) :
  - Champion : 2016

 Lech Poznań
- Championnat de Pologne (2) :
  - Champion : 2022 et 2025.